# Emerald Fennell
Emerald Lilly Fennell (Londres, 1 d'octubre de 1985) és una actriu, guionista, productora, directora i autora anglesa, guanyadora, entre d'altres, del premi Oscar, WGA i BAFTA al millor guió original per Promising Young Woman. Va aparèixer en nombroses pel·lícules de drama d'època, com Albert Nobbs (2011), Anna Karenina (2012), The Danish Girl (2015) i Vita & Virginia (2018). Va rebre un reconeixement més ampli pels seus papers protagonistes en la seriï dramàtica d'època de la BBC Call the Midwife (2013-2017) i la sèrie dramàtica d'època de Netflix The Crown (2019-2020).
Fennell també és coneguda com showrunner de la segona temporada de la sèrie de suspens de BBC America Killing Eve (2019), que li va valer dues nominacions al premi Primetime Emmy. Va obtenir més elogis de la crítica per dirigir, produir i escriure la pel·lícula de suspens Promising Young Woman (2020).

## Biografia i família
Fennell, va néixer en Londres, Anglaterra, va assistir al Marlborough College. Després va estudiar llengua anglesa en la Universitat d'Oxford, on va actuar en obres de teatre universitàries. Allí va ser vista per Lindy King d'United Agents.
La seva germana, Coco Fennell, és dissenyadora de moda. Els seus pares són el dissenyador de joies Theo Fennell i l'autora Louise Fennell (de soltera MacGregor).
Està casada amb el productor i director Chris Vernon. La parella té un fill nascut en 2019. A l'abril de 2021 es va fer públic el seu segon embaràs.

## Carrera

### Actuació
Fennell va aparèixer en la comèdia de situació de Channel 4 Chickens amb Simon Bird, Joe Thomas i Jonny Sweet. Després es va unir a l'elenc de la sèrie de BBC One Call the Midwife com Patsy Mount. També és coneguda pels seus papers cinematogràfics a Albert Nobbs (2011), Anna Karenina (2012), The Danish Girl (2015) i Vita & Virginia (2019).
El 23 d'octubre de 2018, es va revelar que Fennell interpretaria a Camilla Shand en la tercera temporada de la sèrie de Netflix The Crown. Fennell va fer una breu aparició en la seva pel·lícula debut com a directora Promising Young Woman com a presentadora d'un vídeo tutorial de maquillatge.

### Escriptura i direcció
En 2008, Fennell va rebre l'encàrrec d'escriure un guió cinematogràfic (coproduït per Madeleine Lloyd Webber). Anomenada Chukka, és una comèdia romàntica sobre un grup d'adolescents que lluiten contra el tancament de la seva escola enfrontant-se als nens rics en el polo.
La seva primera novel·la va ser publicada per Bloomsbury Children's Books al gener de 2013: Shiverton Hall, una fantasia per nens. Al desembre de 2012, Bloomsbury USA el va llançar com a llibre electrònic.
The Creeper, una seqüela, es va publicar a mitjan 2014. ISFDB els cataloga com la sèrie Shiverton Hall. Va ser preseleccionat per al Premi de Llibres Infantils Waterstones en 2014. Després va llançar Monsters al setembre de 2015, el seu primer llibre de terror per adults.
Al juliol de 2018, es va anunciar que Fennell va ser contractada per la seva amiga Phoebe Waller-Bridge com a escriptora principal de la segona temporada de la sèrie de BBC America Killing Eve, reemplaçant a Waller-Bridge, qui va romandre com a productora. Fennell va escriure sis episodis per la temporada. Fennell també es va convertir en una de les productores executives del programa. En declaracions a The New York Times, Fennell va dir: «Phoebe [Waller-Bridge] i jo havíem treballat juntes en el passat, i hem estat amics durant gairebé 10 anys. Ens vam conèixer en una pel·lícula, Albert Nobbs, en la qual tots dos teníem petits papers. Vaig començar en els primers dies com a escriptor a la sala d'escriptors de la temporada 2. Pel fet que és un programa tan inusual, van fer una sala d'escriptors molt solta durant una setmana només per a veure, i després, meravellosa i afortunadament per a mi, em van ascendir a escriptor principal». La segunda temporada comenzó a transmitirse en abril de 2019 A la 71a edició dels Primetime Emmy Awards, Fennell fou nominada a un Primetime Emmy al millor guió - Sèrie dramàtica per l'episodi de la temporada 2 «Nice and Neat».
Al gener de 2019, es va anunciar que Fennell escriuria i dirigiria Promising Young Woman, protagonitzada per Carey Mulligan. La producció va començar el març de 2019. La pel·lícula es va estrenar al Festival de Cinema de Sundance amb gran èxit de crítica. A l'abril de 2020, la pel·lícula tenia una puntuació del 91% a Rotten Tomatoes amb la lectura de consens dels crítics: «Un thriller audaçment provocatiu i oportú, Promising Young Woman és un prometedor debut per a la guionista i directora Emerald Fennell, i una fita en la carrera de Carey Mulligan». Va produir la pel·lícula amb, entre d'altres, Margot Robbie i la seva companyia de producció LuckyChap Entertainment.
Al gener de 2020, Andrew Lloyd Webber va anunciar que col·laboraria amb Fennell en un nou musical, Cinderella, que està previst que s'estreni a Londres al maig de 2021.

## Filmografia

### Cinema
| Any  | Títol                 | Paper                            | Notes                                   |
| ---- | --------------------- | -------------------------------- | --------------------------------------- |
| 2010 | Mr Nice               | Rachel                           |                                         |
| 2011 | Albert Nobbs          | Sra. Smythe-Willard              |                                         |
| 2012 | Anna Karenina         | Princesa Merkalova               |                                         |
| 2015 | The Danish Girl       | Elsa                             |                                         |
| 2015 | Pan                   | Comandante                       |                                         |
| 2018 | Vita & Virginia       | Vanessa Bell                     |                                         |
| 2018 | Careful How You Go    | -                                | Curtmetratge; Directora i guionista     |
| 2020 | Promising Young Woman | Amfitriona del tutorial de vídeo | També directora, guionista i productora |

### Televisió
| Any       | Títol                    | Paper                 | Notes                                              |
| --------- | ------------------------ | --------------------- | -------------------------------------------------- |
| 2007      | Trial & Retribution      | Sheena                | Episodi: "Sins of the Father - Part 1"             |
| 2010      | New Tricks               | Vicky (recepcionista) | Episodio: "Coming Out Ball"                        |
| 2010      | Any Human Heart          | Lottie                | 3 episodis                                         |
| 2011-2013 | Chickens                 | Agnes                 | 7 episodis                                         |
| 2013      | Blandings                | Monica Simmons        | Episodi: "Problem with Drink"                      |
| 2013      | The Lady vanishes        | Odette                | Telefilm                                           |
| 2013      | Murder on the Home Front | Issy Quennell         | Telefilm                                           |
| 2013-2017 | Call the Midwife         | Infermera Patsy Mount | 27 episodis                                        |
| 2016      | Drifters                 | Genoveva              | Episodi: "Halloween"; També escriptor (6 episodis) |
| 2017      | Victoria                 | Ada Lovelace          | Episodio: "Green Eyed Monster"                     |
| 2019      | Killing Eve              | None                  | Escriptor i productora executiva; 8 episodis       |
| 2019-2020 | The Crown                | Camilla Parker Bowles | 7 episodis                                         |

## Premis i nominacions
| Any  | Premi                                                     | Categoria                                      | Treball               | Resultat   | Ref.   |
| ---- | --------------------------------------------------------- | ---------------------------------------------- | --------------------- | ---------- | ------ |
| 2018 | Premi del Festival de Cinema de Sundance                  | Gran Premi del Jurat de Curtmetratge           | Careful How You Go    | Nominada   | [ 22 ] |
| 2019 | Premis Primetime Emmy                                     | Millor sèrie de drama                          | Killing Eve           | Nominada   | [ 23 ] |
| 2019 | Premis Primetime Emmy                                     | Millor guió de drama                           | Killing Eve           | Nominada   | [ 23 ] |
| 2020 | Premi de l'Associació de Crítics de Cinema de Los Ángeles | Millor guió                                    | Promising Young Woman | Guanyadora | [ 22 ] |
| 2021 | Premis de la Crítica Cinematogràfica                      | Millor pel·lícula                              | Promising Young Woman | Nominada   | [ 24 ] |
| 2021 | Premis de la Crítica Cinematogràfica                      | Millor directora                               | Promising Young Woman | Nominada   | [ 24 ] |
| 2021 | Premis de la Crítica Cinematogràfica                      | Millor guió original                           | Promising Young Woman | Guanyadora | [ 24 ] |
| 2021 | Premis Oscar                                              | Millor pel·lícula (com a productora)           | Promising Young Woman | Nominada   | [ 25 ] |
| 2021 | Premis Oscar                                              | Millor director/a                              | Promising Young Woman | Nominada   | [ 25 ] |
| 2021 | Premis Oscar                                              | Millor guió original                           | Promising Young Woman | Guanyadora | [ 25 ] |
| 2021 | Premis BAFTA                                              | Millor pel·lícula                              | Promising Young Woman | Nominada   | [ 26 ] |
| 2021 | Premis BAFTA                                              | Millor pel·lícula britànica                    | Promising Young Woman | Guanyadora | [ 26 ] |
| 2021 | Premis BAFTA                                              | Millor guió original                           | Promising Young Woman | Guanyadora | [ 26 ] |
| 2021 | Premi Globus d'Or                                         | Millor pel·lícula de drama                     | Promising Young Woman | Nominada   | [ 27 ] |
| 2021 | Premi Globus d'Or                                         | Millor directora                               | Promising Young Woman | Nominada   | [ 27 ] |
| 2021 | Premi Globus d'Or                                         | Millor guió                                    | Promising Young Woman | Nominada   | [ 27 ] |
| 2021 | Premis Independent Spirit                                 | Millor director/a                              | Promising Young Woman | Nominada   | [ 28 ] |
| 2021 | Premis Independent Spirit                                 | Millor guió                                    | Promising Young Woman | Guanyadora | [ 28 ] |
| 2021 | Premis del Sindicat de Guionistes                         | Millor guió original                           | Promising Young Woman | Guanyadora |        |
| 2021 | Premis del Sindicat d'Actors                              | Millor repartiment de drama                    | The Crown             | Guanyadora | [ 29 ] |
| 2021 | Premis Primetime Emmy                                     | Millor actriu de repartiment - Sèrie dramàtica | The Crown             | Pendent    | [ 30 ] |